# Vähä Moskujärvi
Vähä Moskujärvi eller Moskujärvi är en sjö i Finland. Den ligger i kommunen Sodankylä i landskapet Lappland, i den norra delen av landet, 800 km norr om huvudstaden Helsingfors. Vähä Moskujärvi ligger 190,1 meter över havet. Arean är 88,4 hektar och strandlinjen är 3,86 kilometer lång. Sjön  ingår i Kemi älvs huvudavrinningsområde. 